# Speisewasserpumpe
Eine Speisewasserpumpe (oft kurz nur Speisepumpe genannt) ist eine Pumpe zur Versorgung eines Dampfkessels oder Dampferzeugers mit Speisewasser, das zur Erzeugung des Dampfes benötigt wird.
In Dampfkraftwerken ist sie als Kreiselpumpe ausgeführt.  In größeren Kraftwerken ist der Speisepumpe eine Vorpumpe vorgeschaltet, die für den nötigen Vordruck sorgt. Die Speisepumpe wird meist über eine eigene kleinere Dampfturbine angetrieben, die sogenannte Speisepumpenantriebsturbine oder auch kurz "Spat" genannt. Den An- und Abfahrbetrieb übernehmen Elektrospeisepumpen "ESP". Der Leistungsbereich solcher Pumpen kann in Großkraftwerken bis zu 42 MW betragen und ist damit der größte Einzelposten des Eigenbedarfes eines Dampfkraftwerkes.
Aus Sicherheitsgründen muss jeder Kessel mindestens zwei unabhängig voneinander arbeitende Speiseeinrichtungen haben (bei großen Anlagen eine Turbospeisepumpe und zwei Elektrospeisepumpen).
Bei kleineren Dampfanlagen (Lokomotiven, Dampfkräne, kleinere Kesselanlagen) gibt es auch Kolbenpumpen. Diese Duplexpumpen bestehen aus zwei mechanisch miteinander gekoppelten Kolben. Der Antriebskolben wird vom Dampfdruck angetrieben und bewegt den Pumpenkolben, der das Speisewasser fördert. Dabei hat der Antriebskolben einen größeren Durchmesser als der Pumpenkolben. Dadurch kann die Pumpe einen höheren Druck erzeugen als ihr als Antriebsdruck zugeführt wird.
Eine andere, früher unter anderem an Dampflokomotiven verbreitete Konstruktion ist die Dampfstrahlspeisepumpe, eine mit Dampf getriebene Strahlpumpe.

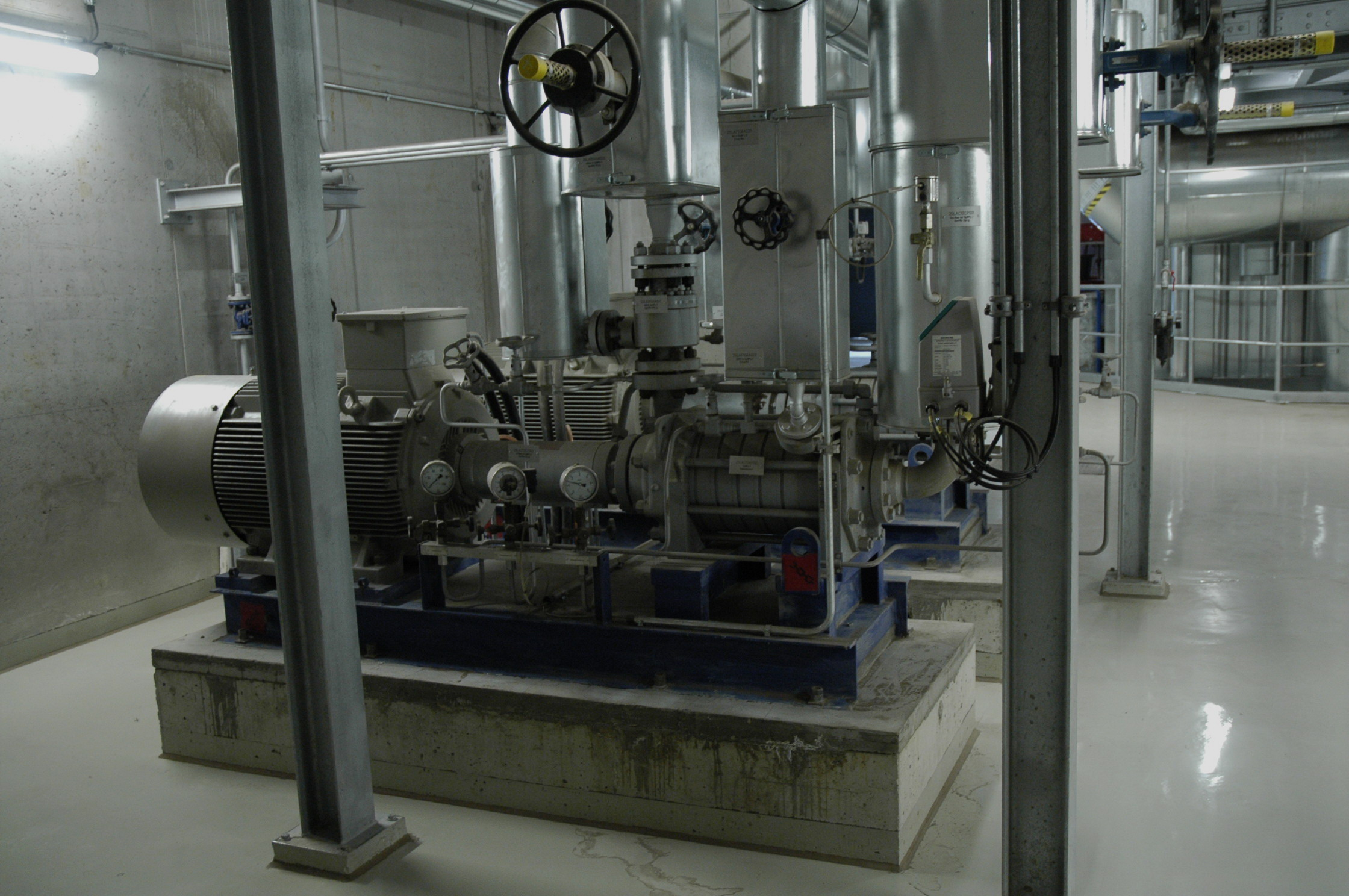
Speisewasserpumpen des Biomasseheizkraftwerkes Baden mit einer Druckdifferenz von maximal 90 bar und einer Menge von rund 40 m³/h
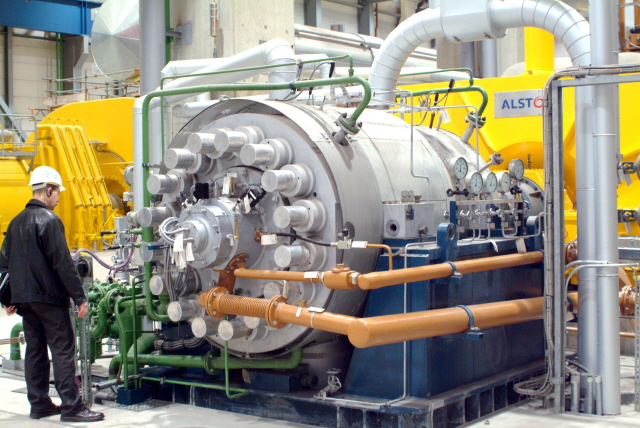
Speisewasserpumpe (Hauptpumpe) Kraftwerk  Niederaußem Block K einem Enddruck von 360 bar und einer Menge von 3750 m³/h, angetrieben von einer SPAT
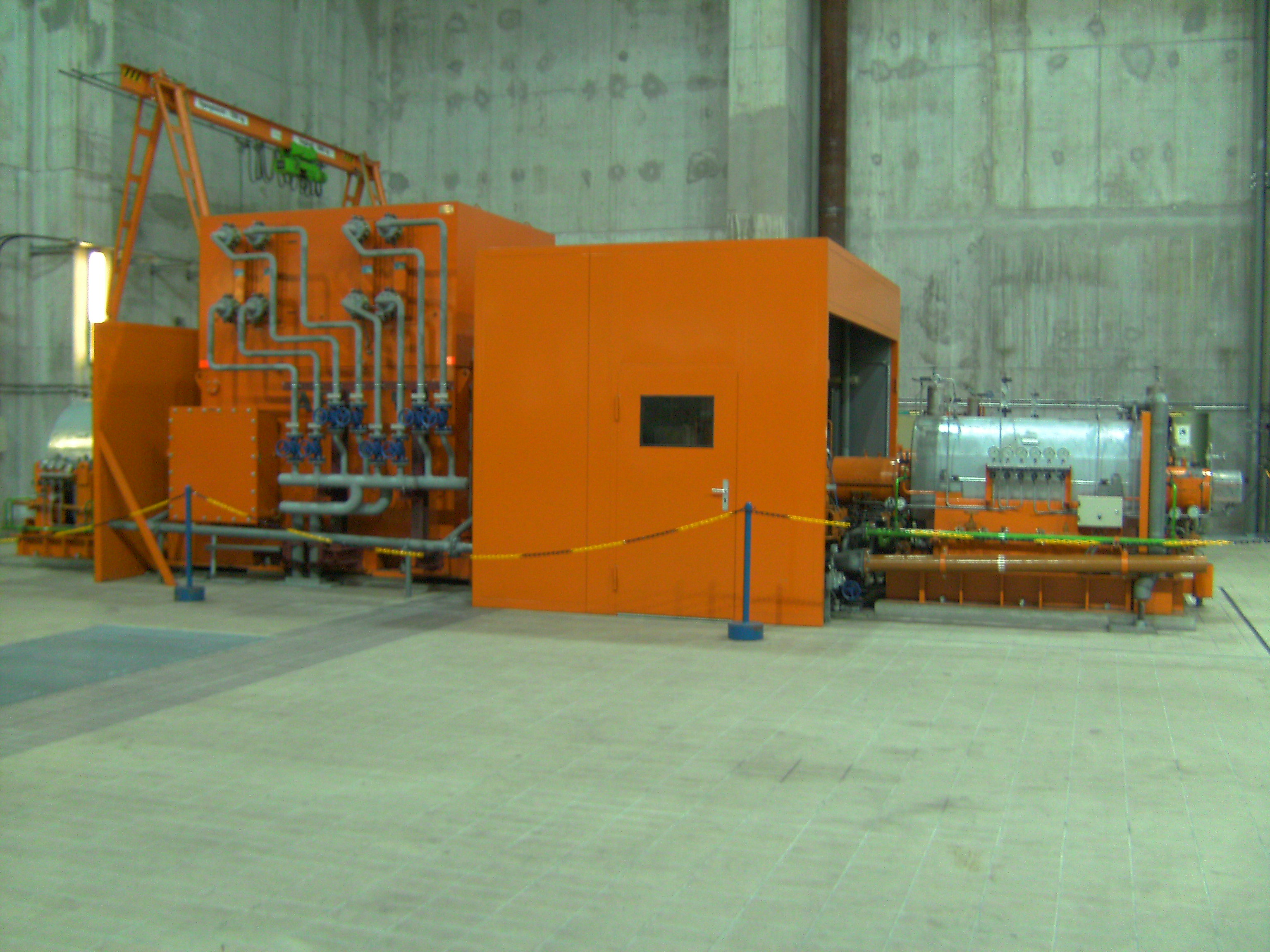
Speisewasserpumpe Kraftwerk Altbach/ Deizisau HKW 2. Aufbau (v.L.): Vorpumpe, Motor, Getrieberegelkupplung, Hauptpumpe
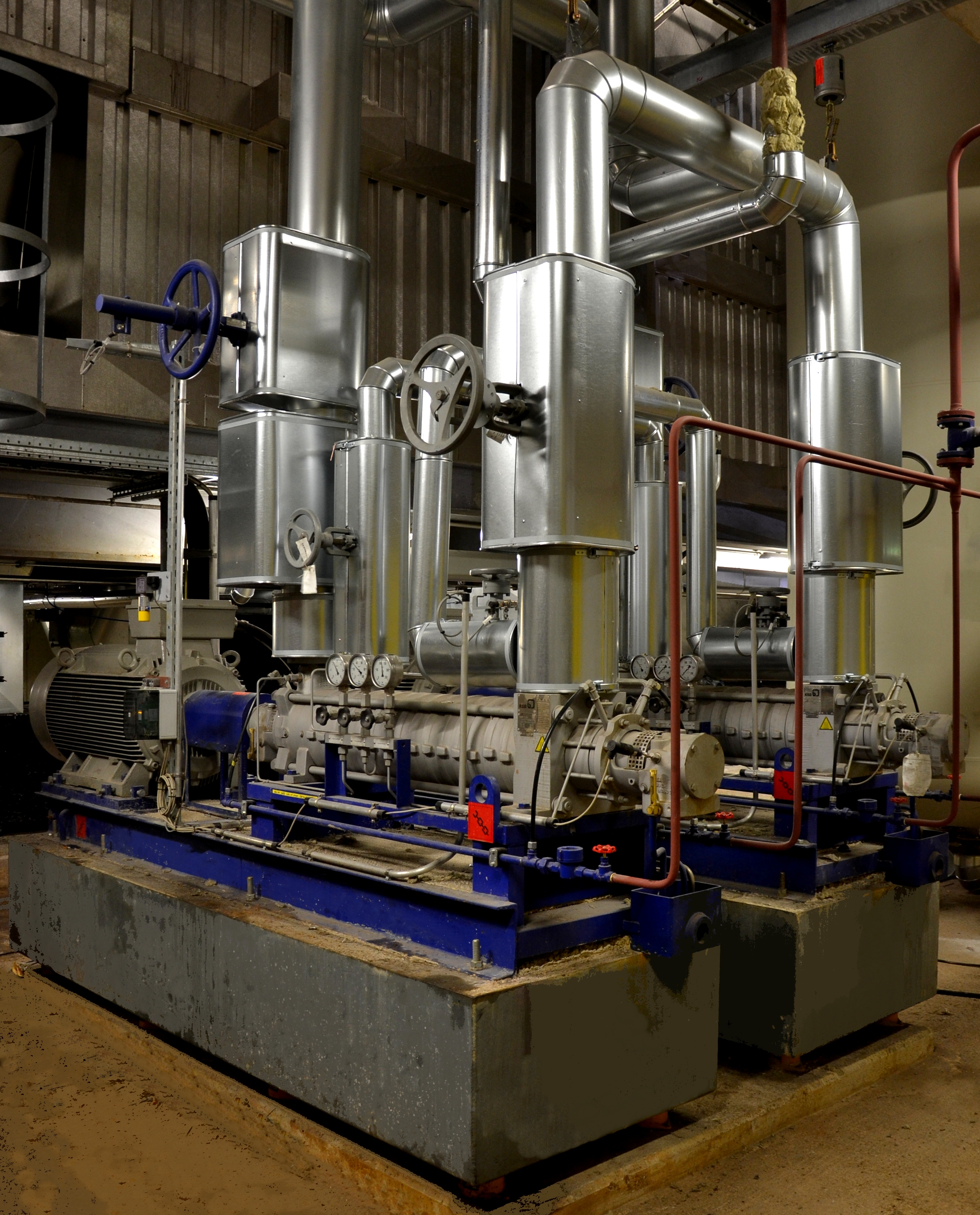
Redundante Speisewasserpumpen des Biomasseheizkraftwerkes Steyr ausgelegt für 140 bar Differenzdruck bei 40 m³/h und mit einer Entnahme bei 20 bar für 10 m³/h.